# Stones Grow Her Name World Tour
Es la séptima gira que realizó la banda de metal sinfónico Sonata Arctica. Comenzó el 7 de abril de 2012 y terminó el 15 de agosto de 2013. Se realizó para presentar su disco Stones Grow Her Name. En total fueron 95 shows. Esta gira se destaca por su regreso a Sudamérica tras dos años sin pisar la parte sur de este continente. Además de recorrer el continente americano, también recorrieron otros países. Además, recorrieron Colombia durante tres fechas. Esta gira fue superada por varias giras de la banda. En esta gira, el país más visitado fue Finlandia, con 24 shows. Durante lo que quedaba de la gira, recorrieron varias ciudades más, teniendo a varias bandas teloneras. También cabe destacar su regreso a la Argentina, que tuvo lugar en El Teatro de Flores. Tras finalizar la gira, la banda se metió a grabar el sucesor, que se titula Pariah's Child.

## Primer show, lanzamiento del disco y gira

### 2012
El 7 de abril comienza esta nueva gira. El recital tuvo lugar en Lotto Mons Expo, en Bélgica. Se desarrolló en el marco del Power Prog Metal Fest 2012. El 5 de mayo, ya de regreso en Finlandia, participaron de la séptima edición del Radio Rock Risteily que se hizo en M/S Baltic Princess... 20 días después regresan a España. El recital tuvo lugar en el Auditorio John Lennon de Getafe, que lleva el nombre del fallecido cantante de The Beatles. El 8 de junio la banda regresa otra vez a Finlandia para tocar en Pakkahuone otra vez. 21 días después, es decir el 29 de junio, se van a Austria para tocar en Schwarzl-Freizeitzentrum de Unterpremstätten, en el marco del See-Rock Festival 2012 junto a un par de bandas locales. Al día siguiente regresan otra vez a Finlandia para participar del Tuska 2012. 20 días después, es decir el 20 de julio, la banda vuelve otra vez a Hungría para formar parte del Hegyalja Fesztivál 2012, y luego tocaron en el Zwarte Cross 2012, desarrollado en De Schans. El 27 de julio se produjo un nuevo regreso a Finlandia, donde tocaron en el Qstock 2012. Al día siguiente tocaron en el Tuhdimmat Tahdit 2012 desarrollado en el Pinta Bar & Grill. Dos días después partieron hacia Italia para tocar en el Rock in Roma 2012, que tuvo lugar en la capital. Tiempo después volvieron nuevamente a Finlandia para participar del Kokkola Rock Festival y el 4 de agosto tocaron en el Sotkamon Syke 2012. Una semana después, es decir el 10 de agosto, tocaron en Kerubi. El día posterior participaron del Jurassic Rock 2012 desarrollado en Visulahti. Un mes después, es decir el 20 de septiembre, tocaron nuevamente en Lutakko. A comienzos de la primavera dan un concierto en Savonlinnasali. El 22 de septiembre dieron un show en Logomo. Luego dieron tres shows en Tavastia el 25, 26 y 27 de septiembre. Al día siguiente, y luego de dar esos tres shows, la banda vuelve a Pakkahuone, en coincidencia con el 16º aniversario del debut de Los Piojos en el estadio Obras. El día 29 de septiembre tocaron en Sibeliustalo. El 5 y 6 de octubre tocaron en el Rytmukorjaamo y en Club Teatria. Una semana después dieron un show exclusivo en Kuopio-halli. El día 27 de octubre volvieron nuevamente a Japón, donde formaron parte del Loud Park 2012. El 3 de noviembre, la banda llegó por primera vez a Polonia. El concierto se desarrolló en Progresja. El 4, 6 y 7 de noviembre vuelven nuevamente a Alemania, y el 8 de noviembre regresan a Bélgica, donde se inició la gira. El nuevo regreso se dio en Muziekcentrum TRIX. Al día siguiente tocaron en Poppodium 013 en su regreso a los Países Bajos. Dos días después volvieron a Alemania otra vez para tocar el 11 y 12 de noviembre en Zeche y Colos-Saal, y luego tocaron en Francia el 13 y 14 de noviembre. El 16 y 17 vuelven a España otra vez para tocar en la Sala La Riviera y Razzmatazz. . El 19 de noviembre, la banda regresó nuevamente a Francia para tocar en Transbordeur. El día 20 de noviembre la banda vuelve a tocar otra vez en Alemania. El recital se desarrolló en LKA Longhorn. El 21 y 22 de noviembre dieron dos shows en Suiza e Italia, y se desarrollaron en Z7 Konzertfabrik y Alcatraz. El 24 de noviembre volvieron a República Checa otra vez, cuyo recital fue hecho en Zimní stadion Ludka Cajky. El 25 de noviembre volvieron otra vez a Hungría para dar un recital en el Club 202 de Budapest, y al día siguiente regresan otra vez a Austria para tocar en el Arena de Viena. El día 27 de noviembre la banda toca en Alemania otra vez, y el show fue desarrollado en Backstage Halle. Entre el 6 y 20 de diciembre hacen 11 shows en Estados Unidos y uno en Canadá, despidiendo el año.

### 2013
Comienzan un nuevo año tocando el 23 de enero en el Rockefeller Music Hall de Oslo, en Noruega. El 24 y 25 de enero tocaron dos veces en Suecia, con dos shows en Klubben/Fryshuset y Brew House. Al día siguiente se van a Dinamarca otra vez, para tocar en Pumpehuset. El 31 de enero tocaron en Virgin Oil Co., ya de regreso a Finlandia. El 2 y 3 de febrero regresan a Rusia tras un buen tiempo, y los conciertos tuvieron lugar en Milk y Kosmonavt, y entre el 6 y 8 de febrero tocaron en Japón. Al mes siguiente iniciaron una gira por el continente americano. El primer concierto de esta gira tuvo lugar el 2 de marzo en México. Se desarrolló en el Auditorio BlackBerry, y luego tocaron en el Pepper's Club de San José. Después dieron tres conciertos en Colombia: Uno en Medellín el 6 de marzo, otro en Cali el 7 de marzo y el último en Bogotá el 8 de marzo, para viajar con rumbo a Brasil donde tocaron el 10 y 11 de marzo, con sedes en Via Marquês de São Paulo y en el Teatro Rival BR de Río de Janeiro. El 13 de marzo visitaron por primera vez Paraguay, algo que nunca habían hecho en la historia. El recital de esta primera visita tuvo lugar en el Gran Teatro del Banco Central del Paraguay de la capital de ese país. El 15 de marzo regresaron otra vez a Chile tras tres años. El show tuvo lugar en el Teatro Caupolicán. El 16 y 17 de marzo regresaron a la Argentina, teniendo la oportunidad de tocar en El Teatro de Flores. El 12 de abril, en coincidencia con el show de The Cure en el estadio de River, la banda finlandesa vuelve a loa Países Bajos para tocar en Tivoli. Entre el 14 y 17 de abril dieron 4 shows en el Reino Unido.  El 26 de abril la banda vuelve nuevamente a Alemania para participar del Walpurgisschlacht 2013 desarrollado en Eventgelände Stausee. El 4 de mayo, en coincidencia con el cuarto recital de Ciro y los Persas en ese escenario, la banda llega a Turquía por primera vez en su carrera. Participaron del Headbangers' Weekend 2013 junto a Dark Tranquility. El show tuvo su sede en Refresh The Venue. El 1 de junio volvieron otra vez a la República Checa para ser parte del Metalfest Czech Republic 2013. Una semana después volvieron a Suecia para participar del Sweden Rock Festival 2013. El 10 de julio volvieron a Finlandia, dando así un show en Kauppatori. 14 días después volvieron a Eslovenia para tocar en el Metaldays 2013. 4 días después volvieron otra vez a Finlandia, participando así del Metalli Areena 2013 desarrollado en Vaski Areena-13. El 1 de agosto tocaron en una nueva edición del Satama Open Air desarrollada otra vez en Kemin Sisäsatama. Dos días después volvieron a Alemania otra vez para participar de una nueva edición del Wacken Open Air. El 9 de agosto regresaron a Portugal para participar de la edición portuguesa del Open Air, que tuvo lugar en Vagos, precisamente en la Quinta do Egea. El 15 de agosto regresaron otra vez a Francia para participar del Festival de la Foire aux Vins d'Alsace 2013, y fue así que terminó la gira.

## Conciertos
| Fecha                    | Ciudad            | País            | Recinto                                    |
| ------------------------ | ----------------- | --------------- | ------------------------------------------ |
| Europa                   |                   |                 |                                            |
| 7 de abril de 2012       | Mons              | Bélgica         | Lotto Mons Expo                            |
| 5 de mayo de 2012        | Helsinki          | Finlandia       | N/S Baltic Princess                        |
| 25 de mayo de 2012       | Getafe            | España          | Auditorio John Lennon                      |
| 8 de junio de 2012       | Tampere           | Finlandia       | Pakkahuone                                 |
| 29 de junio de 2012      | Unterpremstätten  | Austria         | Schwarzl Freizeitzentrum                   |
| 30 de junio de 2012      | Helsinki          | Finlandia       | Suvilahti                                  |
| 20 de julio de 2012      | Rakamaz           | Hungría         | Tisza Kemping                              |
| 21 de julio de 2012      | Lichtenvoorde     | Países Bajos    | De Schaans                                 |
| 27 de julio de 2012      | Oulu              | Finlandia       | Kuusisaari                                 |
| 28 de julio de 2012      | Nokia             | Finlandia       | Pinta Bar & Grill                          |
| 30 de julio de 2012      | Roma              | Italia          | Ippodromo delle Capannelle                 |
| 3 de agosto de 2012      | Kokkola           | Finlandia       | Kokkola Rock Festival                      |
| 4 de agosto de 2012      | Sotkamo           | Finlandia       | Hotelli Tuliketun piha                     |
| 10 de agosto de 2012     | Joensuu           | Finlandia       | Kerubi                                     |
| 11 de agosto de 2012     | Mikkeli           | Finlandia       | Visulahti                                  |
| 20 de septiembre de 2012 | Jyväskylä         | Finlandia       | Lutakko                                    |
| 21 de septiembre de 2012 | Savonlinna        | Finlandia       | Savonlinnasali                             |
| 22 de septiembre de 2012 | Turku             | Finlandia       | Logomo                                     |
| 25 de septiembre de 2012 | Helsinki          | Finlandia       | Tavastia                                   |
| 26 de septiembre de 2012 | Helsinki          | Finlandia       | Tavastia                                   |
| 27 de septiembre de 2012 | Helsinki          | Finlandia       | Tavastia                                   |
| 28 de septiembre de 2012 | Tampere           | Finlandia       | Pakkahuone                                 |
| 29 de septiembre de 2012 | Lahti             | Finlandia       | Sibeliustalo                               |
| 5 de octubre de 2012     | Seinäjoki         | Finlandia       | Rytmikorjaamo                              |
| 6 de octubre de 2012     | Oulu              | Finlandia       | Club Teatria                               |
| 12 de octubre de 2012    | Kuopio            | Finlandia       | Kuopio-halli                               |
| Asia                     |                   |                 |                                            |
| 27 de octubre de 2012    | Saitama           | Japón           | Saitama Super Arena                        |
| Europa                   |                   |                 |                                            |
| 3 de noviembre de 2012   | Varsovia          | Polonia         | Progresja                                  |
| 4 de noviembre de 2012   | Berlín            | Alemania        | Columbia Club                              |
| 6 de noviembre de 2012   | Hamburgo          | Alemania        | Markthalle                                 |
| 7 de noviembre de 2012   | Colonia           | Alemania        | Essigfabrik                                |
| 8 de noviembre de 2012   | Antwerp           | Bélgica         | Muziekcentrum TRIX                         |
| 9 de noviembre de 2012   | Tilburgo          | Países Bajos    | Poppodium 013                              |
| 11 de noviembre de 2012  | Bochum            | Alemania        | Zeche                                      |
| 12 de noviembre de 2012  | Aschaffenburg     | Alemania        | Colos-Saal                                 |
| 13 de noviembre de 2012  | Lille             | Francia         | Le Splendid                                |
| 14 de noviembre de 2012  | París             | Francia         | Le Bataclan                                |
| 16 de noviembre de 2012  | Madrid            | España          | Sala La Riviera                            |
| 17 de noviembre de 2012  | Barcelona         | España          | Sala Razzmatazz                            |
| 19 de noviembre de 2012  | Villeurbanne      | Francia         | Transbordeur                               |
| 20 de noviembre de 2012  | Stuttgart         | Alemania        | LKA Longhorn                               |
| 21 de noviembre de 2012  | Pratteln          | Suiza           | Z7 Konzertfabrik                           |
| 22 de noviembre de 2012  | Milán             | Italia          | Alcatraz                                   |
| 24 de noviembre de 2012  | Zlín              | República Checa | Zimní stadion Ludka Cajky                  |
| 25 de noviembre de 2012  | Budapest          | Hungría         | Club 202                                   |
| 26 de noviembre de 2012  | Viena             | Austria         | Viena Arena                                |
| 27 de noviembre de 2012  | Múnich            | Alemania        | Backstage Halle                            |
| América del Norte        |                   |                 |                                            |
| 6 de diciembre de 2012   | Nueva York        | Estados Unidos  | The Grammercy Theatre                      |
| 7 de diciembre de 2012   | Worcester         | Estados Unidos  | The Palladium                              |
| 8 de diciembre de 2012   | West Chester      | Estados Unidos  | The Note                                   |
| 9 de diciembre de 2012   | Springfield       | Estados Unidos  | Empire                                     |
| 11 de diciembre de 2012  | Toronto           | Canadá          | The Opera House                            |
| 12 de diciembre de 2012  | Pittsburgh        | Estados Unidos  | Altar Bar                                  |
| 13 de diciembre de 2012  | Cleveland         | Estados Unidos  | Peabody's Downunder                        |
| 14 de diciembre de 2012  | Detroit           | Estados Unidos  | Harpo's                                    |
| 15 de diciembre de 2012  | Joliet            | Estados Unidos  | Mojoe's                                    |
| 17 de diciembre de 2012  | Denver            | Estados Unidos  | Bluebird Theater                           |
| 20 de diciembre de 2012  | West Hollywood    | Estados Unidos  | Whisky A Go Go                             |
| Europa                   |                   |                 |                                            |
| 23 de enero de 2013      | Oslo              | Noruega         | Rockefeller Music Hall                     |
| 24 de enero de 2013      | Estocolmo         | Suecia          | Klubben/Fryshuset                          |
| 25 de enero de 2013      | Gotenburgo        | Suecia          | Brew House                                 |
| 26 de enero de 2013      | Copenhague        | Dinamarca       | Pumpehuset                                 |
| 31 de enero de 2013      | Helsinki          | Finlandia       | Virgin Oil Co.                             |
| Eurasia                  |                   |                 |                                            |
| 2 de febrero de 2013     | Moscú             | Rusia           | Milk                                       |
| 3 de febrero de 2013     | San Petersburgo   | Rusia           | Kosmonavt                                  |
| Asia                     |                   |                 |                                            |
| 6 de febrero de 2013     | Tokio             | Japón           | Shibuya O-East                             |
| 7 de febrero de 2013     | Osaka             | Japón           | Big Cat                                    |
| 8 de febrero de 2013     | Nagoya            | Japón           | Nagoya Club Quattro                        |
| América del Norte        |                   |                 |                                            |
| 2 de marzo de 2013       | Ciudad de México  | México          | Auditorio BlackBerry                       |
| América Central          |                   |                 |                                            |
| 4 de marzo de 2013       | San José          | Costa Rica      | Pepper's Club                              |
| América del Sur          |                   |                 |                                            |
| 6 de marzo de 2013       | Medellín          | Colombia        | Teatro Metropolitano                       |
| 7 de marzo de 2013       | Cali              | Colombia        | Teatro Jorge Isaac                         |
| 8 de marzo de 2013       | Bogotá            | Colombia        | Teatro ECCI El Dorado                      |
| 10 de marzo de 2013      | São Paulo         | Brasil          | Via Marquês                                |
| 11 de marzo de 2013      | Río de Janeiro    | Brasil          | Teatro Rival BR                            |
| 13 de marzo de 2013      | Asunción          | Paraguay        | Gran Teatro del Banco Central del Paraguay |
| 15 de marzo de 2013      | Santiago de Chile | Chile           | Teatro Caupolicán                          |
| 16 de marzo de 2013      | Flores            | Argentina       | El Teatro                                  |
| 17 de marzo de 2013      | Flores            | Argentina       | El Teatro                                  |
| Europa                   |                   |                 |                                            |
| 12 de abril de 2013      | Utrecht           | Países Bajos    | Tivoli                                     |
| 14 de abril de 2013      | Nottingham        | Reino Unido     | Rescue Rooms                               |
| 15 de abril de 2013      | Mánchester        | Reino Unido     | Club Academy                               |
| 16 de abril de 2013      | Birmingham        | Reino Unido     | The Library, The Institute                 |
| 17 de abril de 2013      | Londres           | Reino Unido     | Relentless Garage                          |
| 26 de abril de 2013      | Loshem am See     | Alemania        | Eventgelände Stausee                       |
| Eurasia                  |                   |                 |                                            |
| 4 de mayo de 2013        | Estambul          | Turquía         | Refresh The Venue                          |
| Europa                   |                   |                 |                                            |
| 1 de junio de 2013       | Plzeň             | República Checa | Lochotínský amfiteátr                      |
| 6 de junio de 2013       | Norje             | Suecia          | Norje Havsbad                              |
| 10 de julio de 2013      | Hyvinkää          | Finlandia       | Kauppatori                                 |
| 24 de julio de 2013      | Tolmin            | Eslovenia       | Sotocje                                    |
| 28 de julio de 2013      | Lieksa            | Finlandia       | Vaski Arena-13                             |
| 1 de agosto de 2013      | Kemi              | Finlandia       | Kemin Sisäsatama                           |
| 3 de agosto de 2013      | Wacken            | Alemania        | Wacken Open Air                            |
| 9 de agosto de 2013      | Vagos             | Portugal        | Quinta do Egea                             |
| 15 de agosto de 2013     | Colmar            | Francia         | Théâtre du Parc des Expositions            |

## Formación durante la gira
- Tony Kakko - Voz
- Elias Viljanen - Guitarra
- Marko Paasikoski - Bajo
- Henrik Klingenberg - Teclado
- Tommy Portimo - Batería